# Alois Wehrle
Alois Wehrle magyarosan: Wehrle Alajos (Kremsier, Ausztria (ma Kroměříž, Csehország), 1791. július 3. – Bécs, 1835. december 13.) osztrák vegyész, bölcseleti doktor, bányatanácsos és a vegytan tanára.

## Élete
A bécsi műegyetemen mint tanársegéd működött, 1820-tól 1835-ig a selmecbányai akadémián tanított vegytant. Ásványanalíziseket végzett, elsősorban pedig ásványtannal foglalkozott. Róla neveztek el két tellúrt tartalmazó ásványt wehrlitnek. Ezek egyike a Börzsönyben előforduló bizmut-tellúr-ezüst-szulfid, a másik pedig egy kalcium-vasszilikát alapú ásvány, mely Szarvaskőn található. A tellúr technológiájának kifejlesztésében is közreműködött, a tellúr wehrlitből történő előállítását kidolgozta, majd a nagyágitból való kivonását is tökéletesítette. (A világ tellúrszükségletét a 20. század elejéig Selmecbánya fedezte.)
Cikkeit felsorolja Szinnyei Könyvészetében.

## Munkái
- Die Grubenwetter. Wien, 1835.
- Lehrbuch der Probier- und Hüttenkunde als Leitfaden für akademische Vorlesungen. Wien, 1841. Két kötet. Atlasszal.